# پوست گوزن (فیلم)
پوست گوزن (به انگلیسی: Deerskin) فیلمی محصول سال ۲۰۱۹ و به کارگردانی موسیو وزو است. در این فیلم بازیگرانی همچون ژان دوژاردن، آدل انل، آلبرت دلپی، ماری بونل و ژولیا فور ایفای نقش کرده‌اند.